# Matteo Fiorini (geograf)

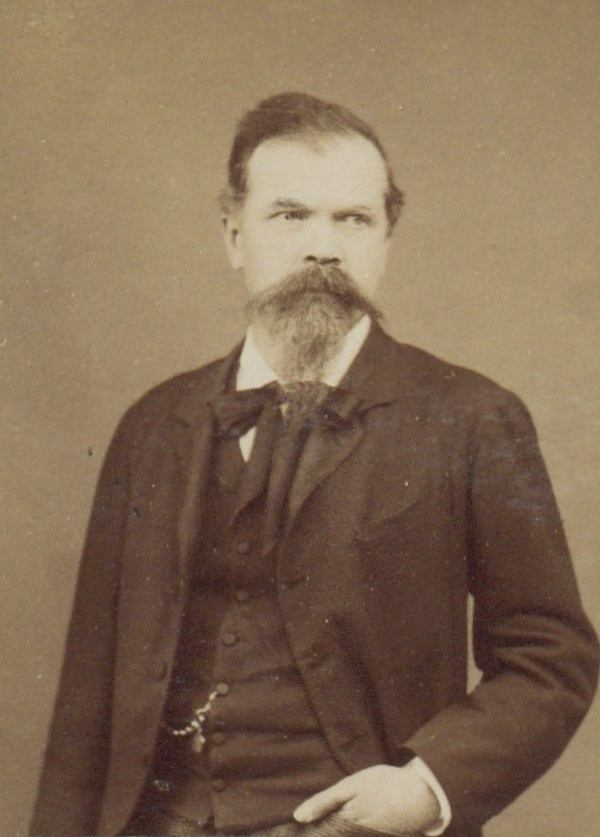
Matteo Fiorini

Matteo Fiorini, född den 14 augusti 1827 i Felizzano, död den 14 januari 1901 i Bologna, var en italiensk geograf och kartograf.
Fiorini studerade matematik i Turin och blev 1860 professor i geodesi vid universitetet i Bologna, en befattning han behöll till sin död. Han inriktade sig främst på kartografi, inom vilket område han författade flera skrifter, av vilka kan nämnas Gerardo Mercatore e le sua carte geografiche (1889) och Le sfere cosmografiche especialmente le sfere terrestri (1894).